# Kofaktor heparyny II
Kofaktor heparyny II, inhibitor czynnika IIa (HC-II) – specyficzny inhibitor generowania trombiny. Zaliczany jest do osoczowych czynników krzepnięcia krwi.

## Genetyka
Kofaktor heparyny II kodowany jest przez gen SERPIND1, znajdujący się na chromosomie 22. Gen zawiera pięć eksonów i cztery introny. Jest  homologiczny z antytrombiną i innymi członkami nadrodziny alfa 1-antytrypsyn. Mutacje w tym genie prowadzą do niedoboru kofaktora heparyny II.
Jako  inhibitor proteinazy serynowej hamuje trombinę w obecności siarczanu dermatanu i heparyny.

## Rola w patologii
Niedobór kofaktora heparyny II może prowadzić do zwiększonego wytwarzania trombiny i stanu nadkrzepliwości. Inhibitory generowania trombiny (antykoagulanty) wykorzystywane są w terapii przeciwzakrzepowej. Do antykoagulantów zalicza się antytrombinę III, hirudynę, heparynę i jej pochodne, antagonistów witaminy K oraz preparaty defibrynujące. Powszechne zastosowanie w farmakoterapii znalazły syntetyczne, niskocząsteczkowe inhibitory naśladujące strukturę tripeptydu D-Phe-Pro-Arg, czyli sekwencję, w której dochodzi do proteolizy łańcucha Aα fibrynogenu.
Poza HC-II, do inhibitorów generowania trombiny zalicza  się także:  
- inhibitor zewnątrzpochodnego szlaku krzepnięcia (TFPI), który hamuje wytwarzanie trombiny na szlaku zależnym od czynnika tkankowego[6]
- aktywne białko C (APC), które przez częściową  proteolizę powoduje rozpad kompleksów tenazy i protrombinazy[7]
- antytrombina III (ATIII), która  neutralizuje aktywne czynniki krzepnięcia: XIa, IXa, VIIa, Xa i samą trombinę[8].